# 萬朝圳
萬朝圳為一座位於臺灣臺東縣池上鄉的灌溉水圳系統，該水圳為花東縱谷臺東縣境內少數引水自秀姑巒溪水系的灌溉水圳，並且是池上鄉名產池上米灌溉區的重要水源。目前萬朝圳由台東農田水利會池上工作站進行管理與維護。

## 沿革
- 1924年（大正13年）臺灣自馬關條約後由日本台灣總督府進行管轄，當時屬於台東廳境內的臺東製糖株式會社招募池上當地包括自臺東長濱地區歸來的吳金輝、姜李、黃龍海在內等客家人以及漢人、平埔族和阿美族等眾人共同興建萬朝圳。[2]

- 當時台東製糖株式會社建設萬朝圳的計畫是將萬朝圳圳道沿著萬朝至龍泉溪之山腳開鑿，引水至池上龍泉與萬朝地區進行灌溉。[2]

- 同年，在萬朝圳工程施工同時，台東開拓株式會社將從臺灣西部所招募來的墾民移居至池上地區，然而因當時池上地區工作難找，謀生不易，移居而來的墾民紛紛離開池上地區，而僅存的31戶墾民則再度移居到池上萬朝地區利用當時的萬朝圳進行開墾。此時萬朝圳通水量極小，僅能灌溉約20甲的田地。[2]

- 1949年（民國38年）中華民國接管臺灣四年後，當時臺灣省政府下令針對第二次世界大戰戰後日本殖民政府所遺留下荒廢之埤圳進行修復通水，因此台東農田水利會將萬朝圳原來進水口向龍泉溪上游推移了2500公尺，並開鑿涵洞以供輸水，該工程於第二年，1950年（民國39年）完工，萬朝圳工程完工後，通水量雖然增加，但仍然不無法滿足龍泉與萬朝地區的水田灌溉。[2]

- 1977年（民國66年）時，因颱風侵襲，導致位在龍泉溪靠山腳一帶的萬朝圳圳道完全遭到洪水淹沒。風災過後，台東農田水利會放棄萬朝圳靠龍泉溪山腳一帶的圳道，重新闢建一條新的圳道來縮短導水長度，而過了龍泉溪山腳後，萬朝圳流至龍泉地區一帶後仍沿用舊有的圳道。[2]

- 2001年（民國90年）後，台東農田水利會再次針對萬朝圳進行改善。將萬朝圳進水口再次往龍泉溪上游移動600公尺，並以涵洞暗渠方式將水導流至下游的萬朝圳幹線。[2][1]

## 設施

### 攔河堰
萬朝圳攔河堰建於龍泉溪溪床上，長30公尺，寬2公尺，並在攔河堰混凝土構造物上方蓋鐵板以防止河水沖刷下來的砂石破壞攔河堰構造物。

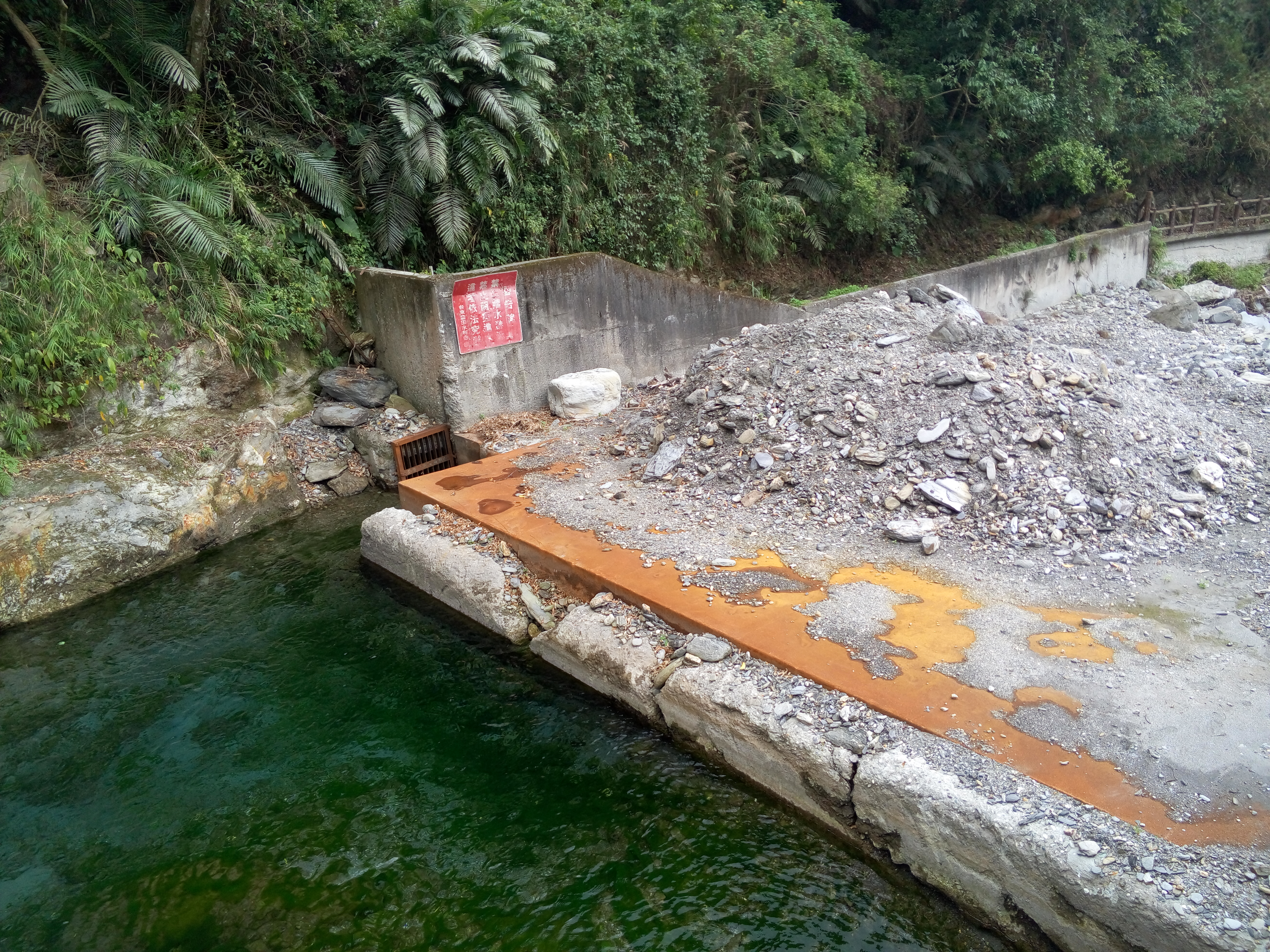
萬朝圳攔河堰

### 進水口
萬朝圳進水口設置在龍泉溪上游北岸，位於龍泉溪堰塞湖遺跡下方的梳子壩前，並利用暗渠通過龍泉溪溪床進入到南岸的龍泉地區萬朝圳幹線。

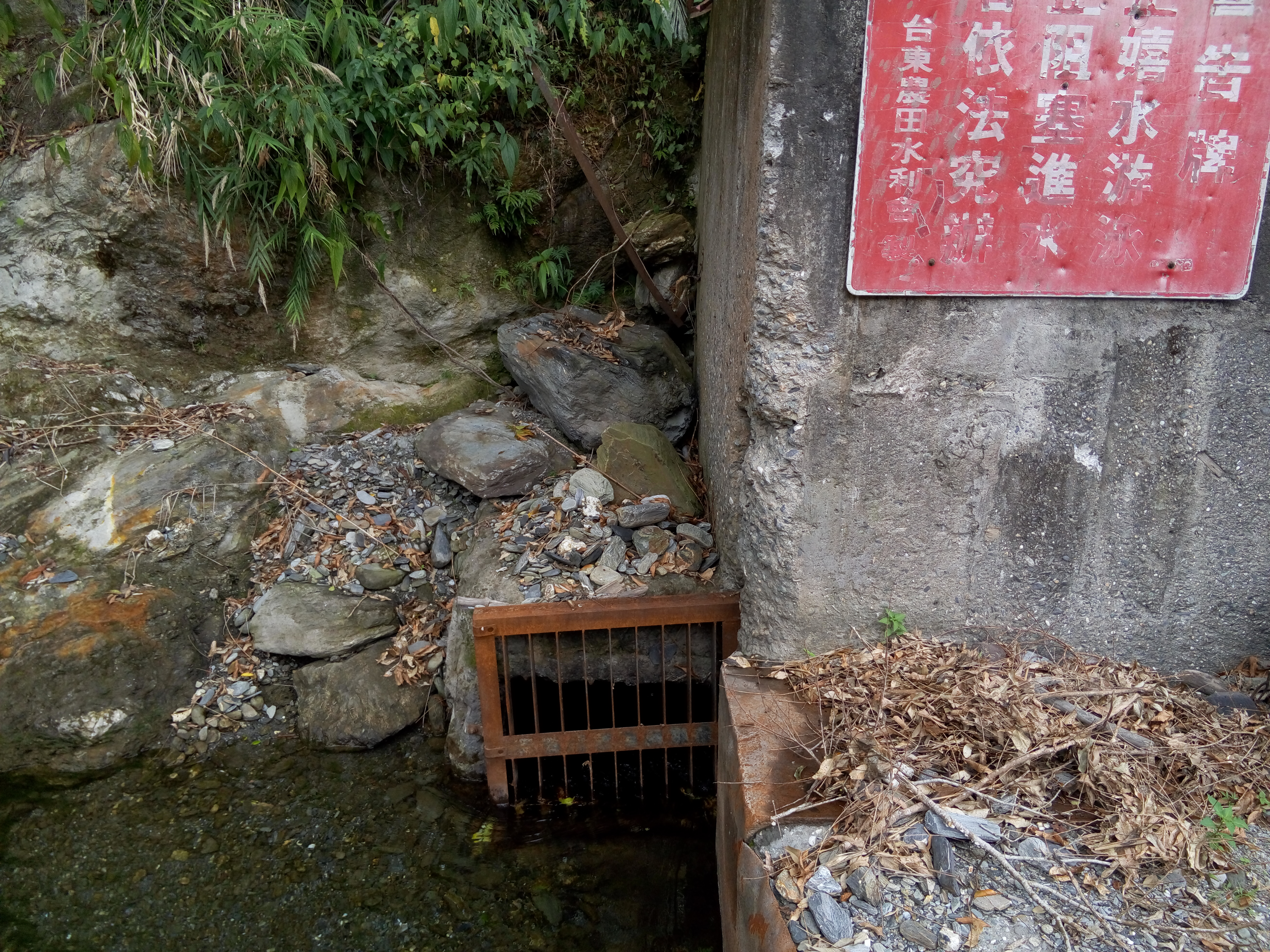
萬朝圳進水口

### 導水設施
萬朝圳共設有一條幹線與八條支線，主幹線斷面採取U型混凝土構造，輸水量0.600C.M.S.，並在龍泉與萬朝灌溉區中設置有兩座抽水機組。
而萬朝山腳下的舊有圳道雖在被颱風侵襲時遭到洪水淹沒，但圳道、閘門、圳橋等遺跡仍可在當地找到。

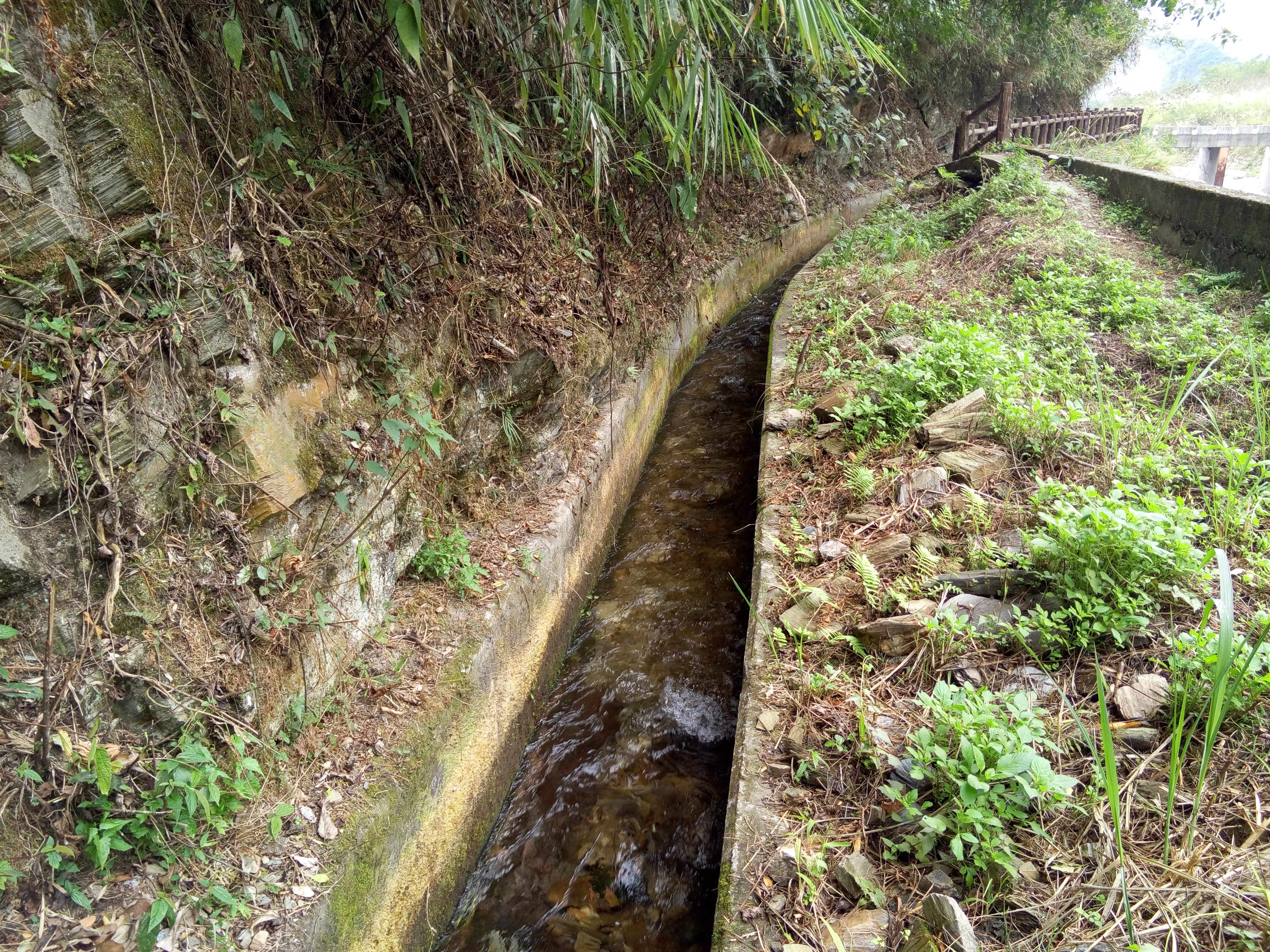
萬朝圳導水路
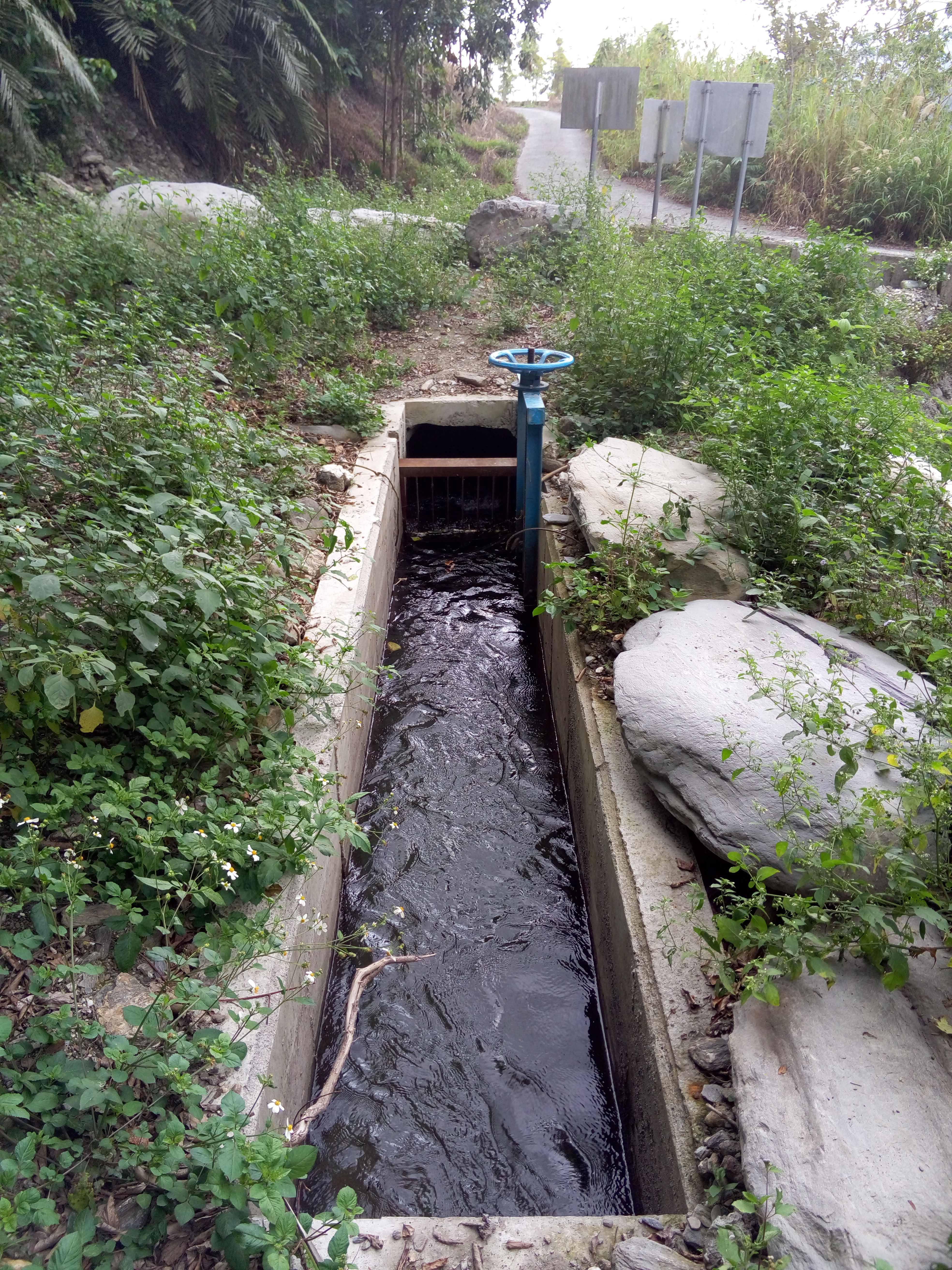
萬朝圳排水道閘門

| 圳道名稱   | 圳道長度（單位：公尺） |
| ---------- | ---------------------- |
| 萬朝圳幹線 | 4294.03                |
| 第一支線   | 375.5                  |
| 第二支線   | 253.8                  |
| 第三支線   | 308.08                 |
| 第四支線   | 115.18                 |
| 第五支線   | 396.73                 |
| 第六支線   | 1109.28                |
| 第七支線   | 798.46                 |
| 第八支線   | 261.08                 |

## 未來展望
台東農田水利會現任會長羅應建在就職週年時指出預計將規劃興建萬朝圳農塘。

## 周遭景點
- 池上鄉
- 大坡池
- 池上圳
- 伯朗大道

## 資料來源
1. 1 2 3 4 5  .   [2015-02-17]. （原始内容存档于2013-12-17）.
2. 1 2 3 4 5 6 7 8  .   [2015-02-17]. （原始内容存档于2015-02-17）.
3. ↑  .   [2015-02-17]. （原始内容存档于2019-08-20）.
4. 1 2 3  .   [2015-02-17]. （原始内容存档于2015-02-17）.
5. ↑  .   [2011-05-27]. （原始内容存档于2015-02-17）.